# Donja Zaljut
Donja Zaljut (en serbe cyrillique: Доња Заљут) est un village du sud du Monténégro, dans la municipalité de Cetinje.

## Démographie

### Évolution historique de la population[1]
| 1948 | 1953 | 1961 | 1971 | 1981 | 1991 | 2003 |
| ---- | ---- | ---- | ---- | ---- | ---- | ---- |
| 258  | 278  | 243  | 201  | 135  | 46   | 25   |